# Telekonnektion
Unter Telekonnektion versteht man in der Meteorologie einen Zusammenhang zwischen Wettervorgängen in zwei weit voneinander entfernten Gebieten.
Die Zusammenhänge beziehen sich beispielsweise auf das gegensätzliche Verhalten des Luftdrucks oder der Temperatur. So besteht z. B. eine Tendenz zu einem gegensätzlichen Luftdruckverlauf zwischen Island und den Azoren. Das bedeutet, je niedriger der Luftdruck über Island ist, desto höher ist er (über ein längeres Zeitintervall, etwa einen Monat, gemittelt) über den Azoren und umgekehrt. Diese Erscheinung wird als Nordatlantische Oszillation bezeichnet. Ebenso sind im Durchschnitt im Winter unternormale Temperaturen im Raum Ostkanada / Grönland mit übernormalen Temperaturen über Europa verbunden.
Über die heute bekannten Telekonnektionen erfasst man, dass Irregularitäten einer Weltgegend mit anderen korrelieren, direkt oder etwas zeitversetzt, sodass sich Extremwetter oft weltweit häufen. So gilt heute der El-Niño-Zyklus des Pazifik als einer der grundlegenden „Wettermotoren“, der in intensiven Phasen weltweit Auswirkungen hat, während beispielsweise der Golfstrom als stabilisierendes System gilt.
Wichtige Maße für Telekonnektion sind:
- El Niño-Southern Oscillation (ENSO, zentraler Pazifik)
- Pazifik-Nordamerika-Telekonnektionsmuster (Pacific-North American Pattern, PNA)
- Madden-Julian-Oszillation (MJO, Indik–Pazifik)
- Nordatlantische Oszillation (NAO)
- Arktische Oszillation (AO)
- Atlantische Multidekaden-Oszillation (AMO)
- Pazifische Dekaden-Oszillation (PDO)
- Äquatoriale Kelvinwelle
- Quasi-zweijährige Schwingung (Quasi-biennale Oszillation, QBO, Nordhemisphäre)